# 藍天立
藍 天立（らん てんりつ、1962年10月 - ）は、中華人民共和国の官僚、政治家。チワン族。広西チワン族自治区河池地区宜山県出身。現職は中国共産党広西チワン族自治区党委員会副書記、同自治区政府主席代行、党組書記、中国人民政治協商会議広西チワン族自治区委員会主席。中国共産党第19期中央委員会候補委員。

## 経歴
1962年10月、広西チワン族自治区河池地区宜山県で生まれる。1980年、藍天立は広西宜山県石別小学校、隆安小学校、塘利小学校の教師です。1987年に広西民族大学を卒業後、同年、広西チワン族自治区科学技術委員会（広西チワン族自治区科学技術庁）に入局。2003年、庁長に昇格。1996年、広西大学経済系政治経済学科修士課程を経て、北京航空航天大学管理科学と工事学科博士課程修了。2007年には河池市党委員会副書記、市長に転任する。翌年、同市党委員会書記、人大常委会主任に昇格。2011年には中国人民政治協商会議広西チワン族自治区委員会副主席、党組成員を兼務する。2016年、広西行政学院院長を兼務。2018年、広西チワン族自治区政府主席に昇格。2020年10月、中国共産党中央委員会は、藍天立に中国共産党広西チワン族自治区党委員会副書記を任命することを決定した。第13期広西チワン族自治区人民代表大会常務委員会は19日の第19回会議で、陳武主席の辞任届を受理し、藍天立を主席代行に任命することを決定した。
2025年5月、自治区主席在任中に中央紀委・国家監委の調査を受けた。